# Heinz-Gerd Röhling

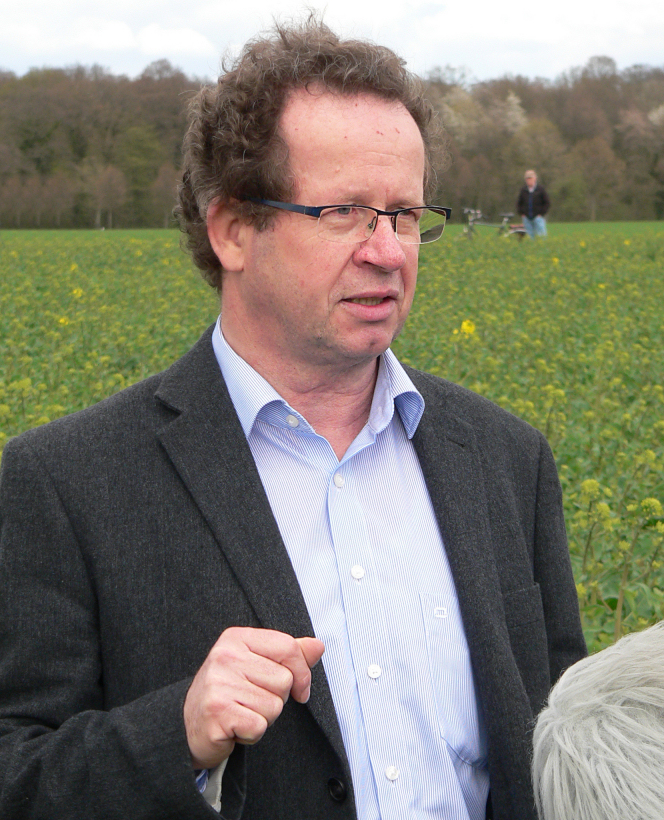
Heinz-Gerd Röhling, 2015

Heinz-Gerd Röhling (* 1955 in Kirchhellen) ist ein deutscher Geologe.

## Werdegang
Röhling studierte von 1977 bis 1983 Geologie an der Justus-Liebig-Universität Gießen und wurde 1991 an der Ruprecht-Karls-Universität Heidelberg promoviert.  Seit 1984 war er als Geologe in der Erdölindustrie, an der Bundesanstalt für Geowissenschaften und Rohstoffe in Hannover und ab 1990 beim Geologischen Landesamt Schleswig-Holstein; seit 1991 bei den Geowissenschaftliche Gemeinschaftsaufgaben (GGA; heute Leibniz-Institut für Angewandte Geophysik, LIAG) und ab 1994 beim Niedersächsischen Landesamt für Bodenforschung beschäftigt. Er hat einen Lehrauftrag an der Gottfried Wilhelm Leibniz Universität Hannover.

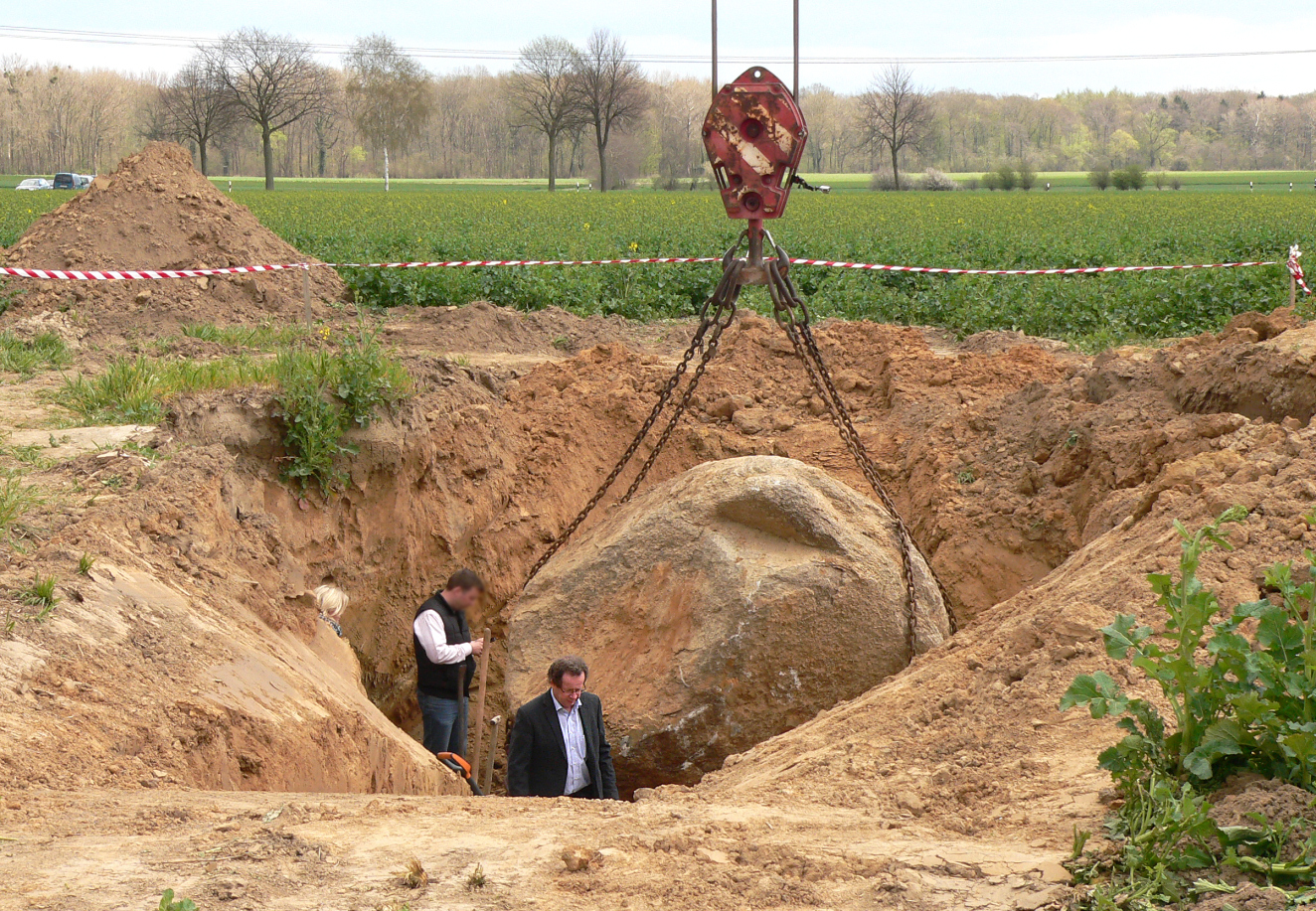
Heinz-Gerd Röhling bei der Bergung des Koloss von Ostermunzel, 2015

Unter anderem befasst sich Röhling mit der Stratigrafie des Buntsandsteins in Norddeutschland, Geotopen und regionaler Geologie in Niedersachsen (zum Beispiel mit dem Koloss von Ostermunzel) und in Nachbarländern. Er ist ordentliches Mitglied der deutschen stratigraphischen Subkommission Perm-Trias.
Röhling ist seit 1993 im Vorstand der Deutschen Gesellschaft für Geowissenschaften (DGG) und war seit 1995 deren Schatzmeister. Seit Aufgehen der DGG in der Deutschen Geologischen Gesellschaft – Geologische Vereinigung (DGGV) im Jahre 2015 ist er Mitglied der Geschäftsführung der DGGV sowie langjähriger Herausgeber und Schriftführer der Schriftenreihe der Deutschen Geologischen Gesellschaft. Er ist Autor und Herausgeber geologischer Standardwerke zur Stratigrafie des Buntsandsteins.

## Auszeichnungen
Für seine Verdienste um die Zusammenführung der Gesellschaft für Geowissenschaften (GGW) und der Deutschen Geologischen Gesellschaft (DGG) zur Deutschen Gesellschaft für Geowissenschaften (DGG) wurde ihm 2005 die Abraham-Gottlob-Werner-Medaille der DGG verliehen.

## Publikationen (Auswahl)

### Autorenschaft
Monographien
- Zur Geologie auf Blatt 4824 Hessisch-Lichtenau. Diplom-Arbeit an der Universität Gießen, 1982, unveröffentlicht.
- Lithostratigraphie und Paläogeographie des Unteren und Mittleren Buntsandsteins im Nordwestdeutschen Becken. Eine Analyse der Schichtenfolge mit Hilfe geophysikalischer Bohrlochmessungen (Gamma-Ray und Sonic-Log). (= Dissertation, Heidelberg 1991).[6]
- mit Ljuba Stottmeister, Heinz Jordan: Geologische Karte von Helmstedt. Erläuterungen, Sachsen-Anhalt Landesamt für Geologie und Bergwesen, 2. Auflage, Halle 2007.

Beiträge in Zeitschriften und Sammelwerken
- Der Untere Buntsandstein in Nordost- und Nordwestdeutschland – Ein Beitrag zur Vereinheitlichung der stratigraphischen Nomenklatur. In: Geologisches Jahrbuch A 142, 1993, S. 148–181, ISSN 0948-2318.
- mit Leander Nolte: Die Bohrung „Heiligenstädter Martinsbrunnen“: Geologie des Deckgebirges und hydrogeologische Ergebnisse. In: Eichsfeld Jahrbuch 10, 2002, S. 257–282, ISSN 1610-6741.
- mit Jochen Lepper, Dietrich Rambow: Der Buntsandstein in der Stratigraphischen Tabelle von Deutschland 2002. In: Newsletters on Stratigraphy. Stuttgart 41.2005,1–3, S. 129–142. ISSN 0078-0421.
- Ausbildung und Gliederung der Oberkreide-Vorkommen im Ohmgebirge (Eichsfeld). In: Eichsfeld Jahrbuch 13, 2005, S. 193–223, ISSN 1610-6741.
- mit Ralf Nielbock: Die Zechstein-Karstlandschaft am Südharz:  Einhornhöhle und Rhumequelle – Geotope von nationaler Bedeutung. In: Eichsfeld Jahrbuch. 15, 2007, S. 269–288, ISSN 1610-6741.
- mit Ralf Nielbock: Bio- und Geotop Einhornhöhle: Rezente und fossile Tierwelten. In: Biologie in unserer Zeit. 43, Nr. 3 (Juni 2013): S. 184–190, ISSN 0045-205X.
- mit Carmen Heunisch: Eine lebensfeindliche Wüste oder doch mehr ? Kapitel 10 (Buntsandstein) in Peter Rothe, Volker Storch, Claudia von See (Hrsg.): Lebensspuren im Stein. Ausflüge in die Erdgeschichte Mitteleuropas. Wiley/VCH 2013.

### Herausgeberschaft
- mit Fred Rosenberg: Arsen in der Geosphäre. Interdisziplinäres Arbeitsgespräch des Hessischen Landesamtes für Bodenforschung zusammen mit der Deutschen Geologischen Gesellschaft. Hannover 1999, ISBN 3-932537-04-1.
- Geoscience and the European Water Framework Directive: 10.–13. September 2003 in Hannover ; abstracts and extended papers / 13th Meeting of the Association of European Geological Societies and Raw Material Symposium of the Hannover Geocenter. Hannover 2003, ISBN 3-932537-22-X.
- mit Ulrike Mattig, Dieter Göllnitz: Richtlinien Nationale GeoParks in Deutschland. DGG, Hannover 2003 (Autorenkollektiv), DNB-Eintrag, ISBN 3-932537-02-5.
- Geology cross-bordering the western and eastern European platform : 24th to 26th September, University of Szczecin, Poland ; joint meeting DGG – PTG ; abstract volume / Geo-Pomerania. Szczecin 2007, Schweizerbart, Stuttgart 2007, ISBN 978-3-510-49201-5
- Geotop 2008: Landschaften lesen lernen; 12. Internationale Jahrestagung der Fachsektion GeoTop der Deutschen Gesellschaft für Geowissenschaften. 30. April bis 4. Mai 2008 in Königslutter im Geopark Harz, Braunschweiger Land, Ostfalen, DGG, Schweizerbart, Stuttgart 2008, ISBN 978-3-510-49203-9.
- GeoDresden 2009: Geologie der Böhmischen Masse – regionale und angewandte Geowissenschaften in Mitteleuropa. (= Schriftenreihe der Deutschen Gesellschaft für Geowissenschaften. 63) Deutsche Gesellschaft für Geowissenschaften, Hannover 2009, ISBN 978-3-510-49210-7. (Dresden, 30. September – 2. Oktober 2009).
- mit Heike Burkhardt, Kurt Goth, Günther Zwenger (Hrsg.): GeoTop 2011 – quo vadis Geotopentwicklung? 1.–4. Juni 2011, Nördlingen im Geopark Ries. Schweizerbart, Stuttgart 2011, ISBN 978-3-510-49221-3.
- Georohstoffe für das 21. Jahrhundert: Exkursionsführer. (= Exkursionsführer und Veröffentlichungen der Deutschen Gesellschaft für Geowissenschaften. H. 248) Mecke, Duderstadt 2012, ISBN 978-3-86944-066-8.
- mit Jochen Lepper, Dietrich Rambow: Stratigraphie von Deutschland XI: Buntsandstein. Schweizerbart Stuttgart, 2014, ISBN 978-3-510-49229-9.
- Crustal evolution and geodynamic processes in Central Europe: proceedings of the joint conference of the Czech and German geological societies held in Plzeň (Pilsen). September 16–19, Schweizerbart, Stuttgart 2013, ISBN 978-3-510-49231-2.
- mit Werner Stackebrandt: GeoTop 2013 – Geochancen und Georisiken: 17. Jahrestagung der Fachsektion Geotop der DGG im Rahmen der Landesgartenschau Prenzlau 2013 ; 09. – 12.05.2013. Prenzlau/Uckermark, Schweizerbart, Stuttgart 2013, ISBN 978-3-510-49230-5.
- mit Heinz Kollmann: Geotope – Authentische Objekte geologischer Vorgänge. Schweizerbart, Stuttgart 2014, ISBN 978-3-510-49233-6.
- mit Gernold Zulauf: GeoFrankfurt 2014 : Dynamik des Systems Erde. 21.–24. September 2014, Johann-Wolfgang-Goethe-Universität Frankfurt a. M. / joint conference of: Deutsche Gesellschaft für Geowissenschaften (DGG), Schweizerbart Stuttgart 2014, ISBN 978-3-510-49234-3
- GeoFrankfurt 2014: Dynamik des Systems Erde. Exkursionsführer / joint conference of: Deutsche Gesellschaft für Geowissenschaften (DGG), Mecke, Duderstadt 2014, ISBN 978-3-86944-139-9.